# Yuniesky Quesada
Yuniesky Quesada Pérez (* 31. Juli 1984 in Quemado de Güines, Provinz Villa Clara) ist ein kubanischer Schachspieler, der seit Juli 2019 für die United States Chess Federation spielberechtigt ist.

## Leben
Mit der kubanischen Nationalmannschaft nahm er an den Schacholympiaden 2004, 2006, 2008 2010, 2012 und 2014, den Mannschaftsweltmeisterschaften 2005 und 2015 (wobei er bei der Mannschafts-WM 2015 das beste Einzelergebnis am dritten Brett erreichte) sowie den panamerikanischen Mannschaftsmeisterschaften 2009 und 2013 teil, bei denen Kuba jeweils den zweiten Platz belegte. 2008 (in Santa Clara) und 2011 gewann er die kubanische Einzelmeisterschaft.
In der spanischen Mannschaftsmeisterschaft spielte Quesada 2010 für CE Barberà und 2016 für Equigoma Casa Social Catolica.
Quesada nahm zweimal am Schach-Weltpokal teil, scheiterte aber beide Male in der ersten Runde (2011 an seinem Landsmann Lázaro Bruzón, 2015 am Russen Ernesto Inarkiew).
Internationaler Meister wurde er 2003, die erforderlichen Normen erfüllte er im September 2001 beim Memorial Clemente Vasquez in Güines, im Mai 2003 beim 38. Capablanca Memorial in Havanna und ebenfalls im Mai 2003 beim 11. Internationalen Turnier Guillermo García González in Santa Clara. Den Titel Schachgroßmeister trägt er seit 2005, die Normen erfüllte er im Dezember 2003 beim 16. Torre Repetto Memorial in Mérida, im Mai 2004 beim 12. Internationalen Turnier Guillermo García González in Santa Clara und im Mai 2005 beim 40. Capablanca Memorial in Havanna. Im Februar 2015 liegt er hinter Leinier Domínguez und Lázaro Bruzón auf dem dritten Platz der kubanischen Rangliste.